# Ladakh

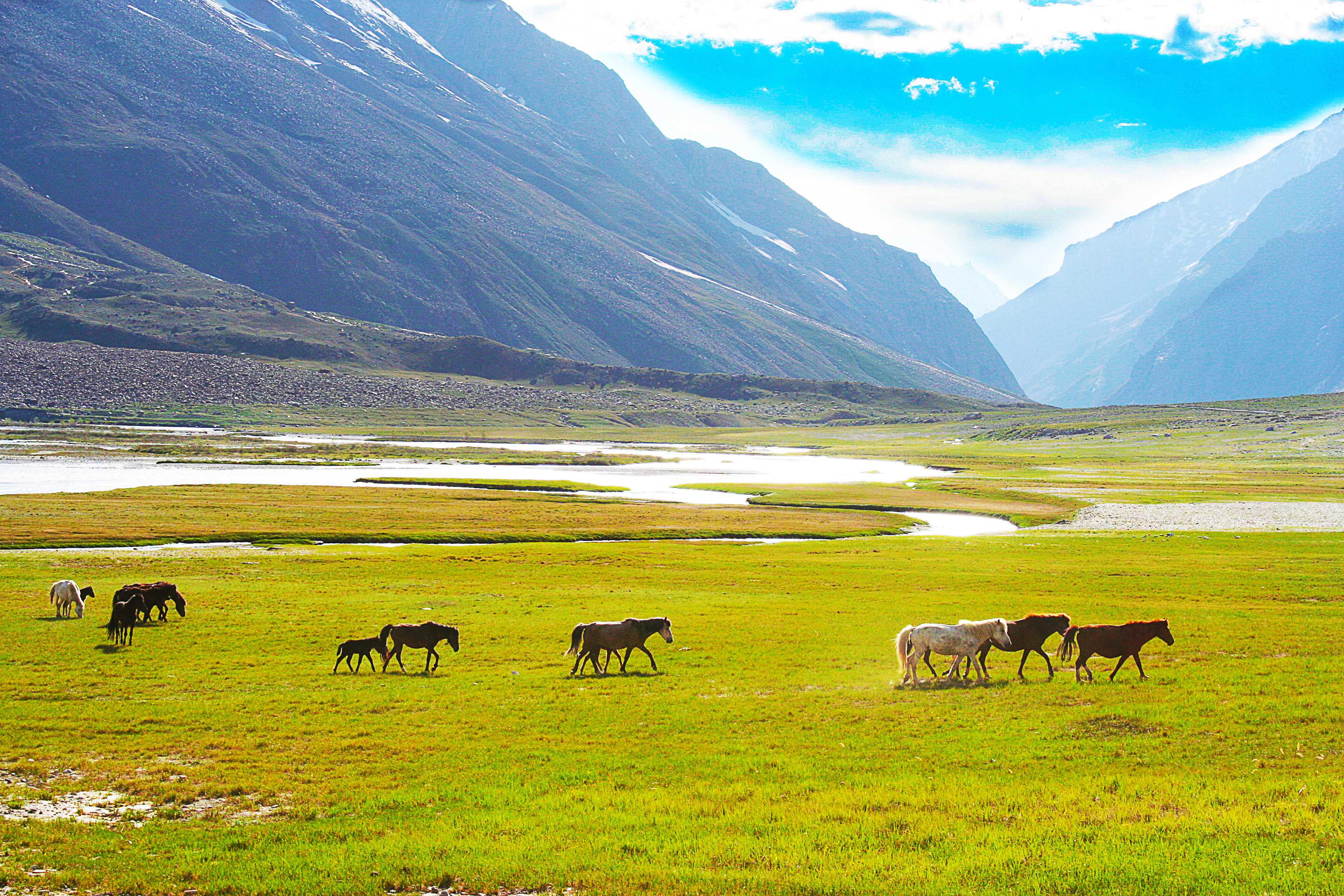
zaniskaripony's

Ladakh (Tibetaans: ལ་དྭགས་/la-dwags/[lad̪ɑks]；Devanagari: लद्दाख/[ləd̪.d̪ɑːx]；Perso-Arabisch: لدّاخ) is een dunbevolkte streek in het noorden van India. Tot 2019 was het onderdeel van de deelstaat Jammu en Kasjmir. In dat jaar werd het bestuurlijk samengevoegd met de door India beheerste delen van Baltistan en tot unieterritorium uitgeroepen. Ladakh wordt begrensd door de Zanskar Range en de westelijke Himalaya in het zuiden en het Tibetaans Plateau in het oosten en noorden. Het gebied heeft sterke fysische en culturele overeenkomsten met Tibet en wordt in cultureel en etnisch opzicht vaak tot Tibet gerekend.
De streek Ladakh bestaat uit de bovenloop van het dal van de Indus en de verder naar het noorden gelegen Nubravallei. De Indiase bestuurlijke regio Ladakh omvat ook het gebied rond de plaats Kargil, dat in cultureel opzicht tot Baltistan behoort. Het Indiase gezag wordt daar betwist door Pakistan, dat aanspraak maakt op heel Baltistan. De Volksrepubliek China claimt zelfs het hele gebied. De regio Ladakh bestaat uit de districten Leh en Kargil. Leh, de zomerhoofdstad van Ladakh, telt zo'n 15.000 inwoners. Kargil, de winterhoofdstad, is met 9500 inwoners iets kleiner.

## Verkeer, vervoer en toerisme
Er zijn twee belangrijke landroutes vanuit de rest van India naar Ladakh. De eerste loopt vanuit Srinagar in de Kasjmirvallei over de Zoji La naar Kargil. De andere loopt vanuit Manali in de Kulluvallei over de Baralacha La en Taglang La (5328 m). Leh beschikt ook over een vliegveld dat vanuit Delhi bereikbaar is. Historisch liepen door het gebied twee belangrijke handelsroutes: naar het oosten langs de Indus naar Tibet, en naar het noorden over de Karakorampas naar het Tarimbekken. Beide handelsroutes werden afgesloten na de Chinese invasie van Tibet in 1950 en de Chinees-Indiase Oorlog in 1962. De afsluiting maakte een einde aan eeuwenoude culturele en economische handelsbanden.
Ladakh is een van de meest afgelegen gebieden in India. Dit deel van India werd pas opengesteld voor toerisme in 1974. Ladakh is populair bij rugzaktoeristen en trekkers. Sinds de jaren 1990 is een groeiende stroom Indiase toeristen op gang gekomen.

## Bevolking en cultuur

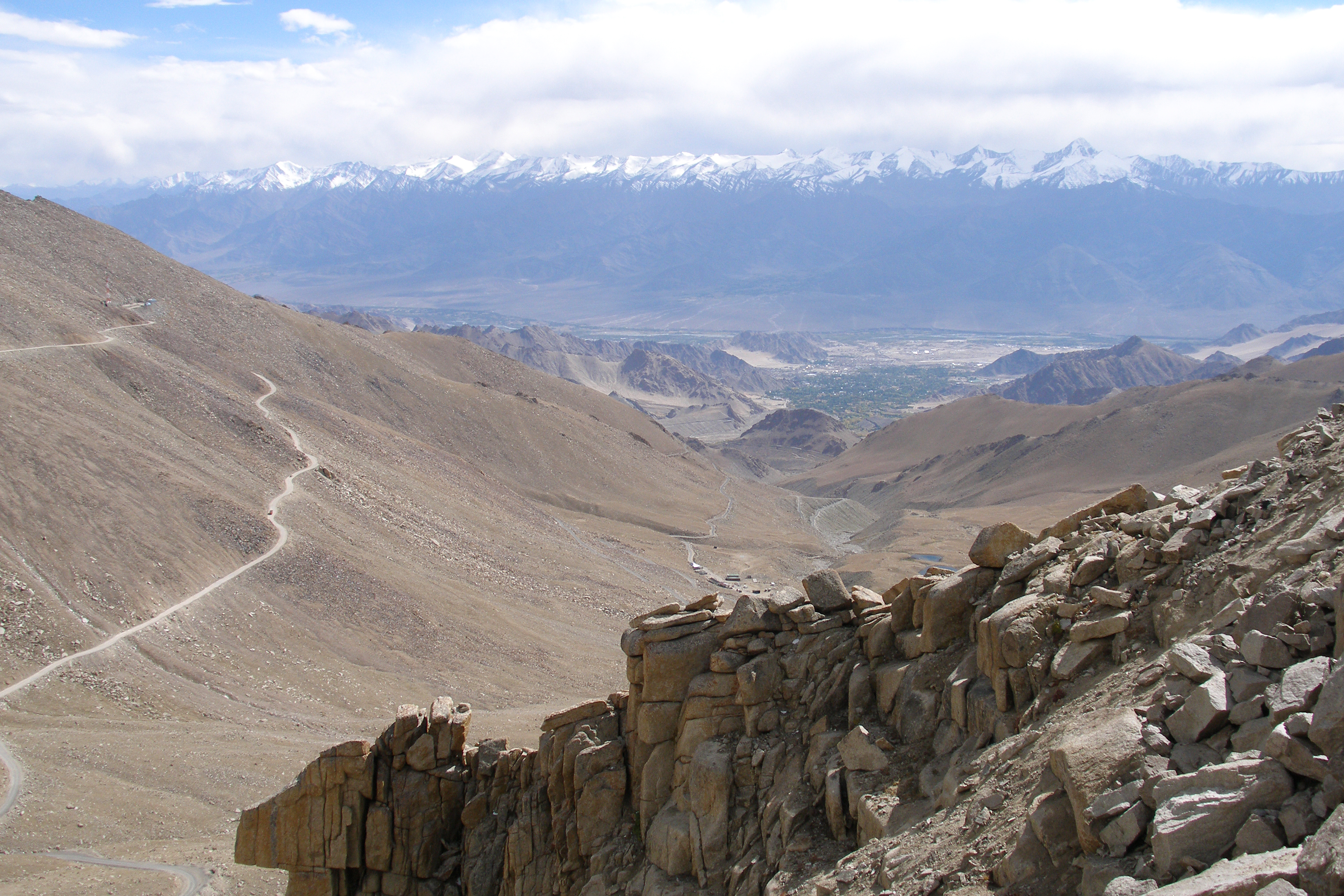
Uitzicht over Leh

Ladakhi's zijn een voornamelijk boeddhistisch, West-Tibetaans volk. In Ladakh domineert de Tibetaanse cultuur het leven en de inheemse taal, het Ladakhi, behoort tot de West-Tibetaanse talen. De islam is de belangrijkste minderheidsreligie. Moslims vormen de meerderheid rond Kargil en in de Suruvallei. Naast het Ladakhi wordt in Ladakh ook Purig, Tibetaans en Engels gesproken. Engels wordt gebruikt in het toerisme, de communicatie met de rest van India en als bestuurlijke taal.
De oorspronkelijke bevolking bestond uit Khampanomaden, die met geiten, jaks en schapen rondtrokken. Ook nu nog zijn in de meer afgelegen gebieden van Ladakh nomaden te vinden die seizoensgebonden extensieve veehouderij bedrijven, zoals het hoeden van kuddes jaks gebruikmakend van het lokale ponyras de zaniskari als pakpaard.
Sinds het begin van de Tibetaanse diaspora zijn in de tweede helft van de 20e eeuw veel Tibetaanse ballingen naar Ladakh getrokken, onder meer naar Leh en naar Changtang.
In de documentairefilm met gespeelde scènes Das Alte Ladakh (1986) toont regisseur Clemens Kuby interviews en beeldmateriaal van het natuurschoon uit het midden van de jaren tachtig in Ladakh, toen het pas tien jaar ontsloten was voor toerisme.